# Кандрово
Кандрово (рос. Кандрово) — присілок в Верхнєландеховському районі Івановської області Російської Федерації.
Населення становить 0 осіб. Входить до складу муніципального утворення Симаковське сільське поселення.

## Історія
Від 2005 року входить до складу муніципального утворення Симаковське сільське поселення.

## Населення
| 1905 | 2010 |
| ---- | ---- |
| 63   | ↘0   |